# Francesco Saverio Toppi
Francesco Saverio Toppi (Brusciano, 26 giugno 1925 – Nola, 2 aprile 2007) è stato un arcivescovo cattolico italiano. È stato proclamato Venerabile da Papa Francesco nel 2022.

## Biografia

### I primi anni
Nacque a Brusciano, nella città metropolitana di Napoli e nella diocesi di Nola, il 26 giugno 1925.

### Formazione e ministero sacerdotale
Fu ordinato sacerdote il 29 giugno 1948. Si diplomò alla Scuola vaticana di biblioteconomia, nel 1949, e in archivistica, nel 1950, alla Scuola vaticana di paleografia diplomatica e archivistica; nel 1951 si laureò in storia ecclesiastica alla Pontificia Università Gregoriana.
Superiore provinciale dei cappuccini di Napoli dal 1959 al 1968, dei cappuccini di Palermo dal 1971 al 1976, si recò più volte in America Latina e in Africa.

### Ministero episcopale
Nominato arcivescovo-prelato di Pompei il 13 ottobre 1990, fu consacrato nel santuario di Pompei il 7 dicembre dello stesso anno. Arcivescovo-prelato emerito dal 17 febbraio 2001, si spense a Nola il 2 aprile 2007.

## Causa di Beatificazione e Canonizzazione
Il 2 aprile 2014 si è aperta la causa di beatificazione e canonizzazione di monsignor Toppi. Dopo aver chiesto il parere degli altri vescovi campani ed aver ottenuto il nulla osta da parte della Congregazione per le Cause dei Santi, l'arcivescovo Tommaso Caputo, prelato di Pompei, ha decretato l'introduzione della Causa, con la nomina degli Officiali dell'Inchiesta: Mons. Erasmo Napolitano, Delegato Episcopale, P. Raffaele Pragliola, Promotore di Giustizia, dott. Gaetano Crispo, Notaio Attuario, avv. Vincenzo De Feo, Notaio Aggiunto. La richiesta di apertura della Causa era stata avanzata da padre Carlo Calloni, O.F.M.Cap., Postulatore Generale dell'Ordine dei Frati Minori Cappuccini e Postulatore della Causa di beatificazione e canonizzazione di monsignor Toppi; vice-postulatore della Causa: P. Massimiliano Noviello OFMCap. Il giorno 13 ottobre 2016 si tiene la sessione di chiusura dell'Inchiesta diocesana e la Causa ha proseguito il suo corso a Roma, presso la Congregazione delle Cause dei Santi. Il 20 gennaio 2022 Papa Francesco lo ha proclamato Venerabile.

## Genealogia episcopale
La genealogia episcopale è:
- Cardinale Scipione Rebiba
- Cardinale Giulio Antonio Santori
- Cardinale Girolamo Bernerio, O.P.
- Arcivescovo Galeazzo Sanvitale
- Cardinale Ludovico Ludovisi
- Cardinale Luigi Caetani
- Cardinale Ulderico Carpegna
- Cardinale Paluzzo Paluzzi Altieri degli Albertoni
- Papa Benedetto XIII
- Papa Benedetto XIV
- Arcivescovo Enrico Enriquez
- Vescovo Manuel Quintano Bonifaz
- Cardinale Buenaventura Córdoba Espinosa de la Cerda
- Cardinale Giuseppe Maria Doria Pamphilj
- Papa Pio VIII
- Papa Pio IX
- Cardinale Alessandro Franchi
- Cardinale Giovanni Simeoni
- Cardinale Vincenzo Vannutelli
- Cardinale Giovanni Battista Nasalli Rocca di Corneliano
- Arcivescovo Marcello Mimmi
- Arcivescovo Giacomo Palombella
- Cardinale Michele Giordano
- Arcivescovo Francesco Saverio Toppi, O.F.M.Cap.